# Vojenský rabinát

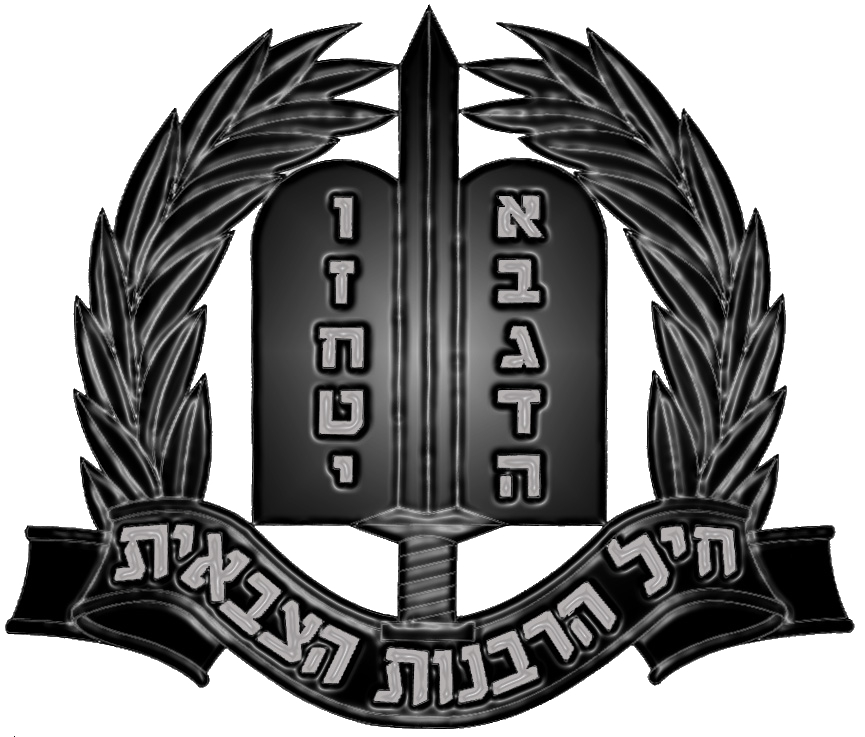
Znak vojenského rabinátu

Vojenský rabinát (hebrejsky: הרבנות הצבאית, ha-Rabanut ha-Cvajit) či vrchní vojenský rabinát, je jednotka Izraelských obranných sil, která poskytuje duchovní služby vojákům, především Židům, ale i nežidovským vojákům, a rozhoduje o všech náboženských záležitostech týkajících se armády. Vojenský rabinát má své zastoupení v jednotlivých útvarech a jednotkách armády, a to prostřednictvím rabína. Rabinát je řízen vrchním vojenským rabínem, který je jmenován náčelníkem Generálního štábu. Vrchní vojenský rabín má hodnost brigádního generála a od roku 2010 jím je Rafi Perec.
Vojenský rabinát není podřízen civilnímu vrchnímu rabinátu.

## Vrchní vojenští rabíni
| funkční období  | jméno           |
| --------------- | --------------- |
| 1948–1968       | Šlomo Goren     |
| 1968–1977       | Mordechaj Peron |
| 1977–2000       | Gad Navon       |
| 2000–2006       | Jisra'el Weiss  |
| 2006–2010       | Avišaj Ronicki  |
| 2010–současnost | Rafi Perec      |